# Мамед Агаєв
Мамед Агаєв (вірм. Մամեդ Աղաև; нар. 26 травня 1976, Урус-Мартан, Чечено-Інгушська АРСР) — російський та вірменський борець вільного стилю чеченського походження, срібний призер чемпіонату Європи, срібний призер чемпіонатів світу серед військовослужбовців, учасник Олімпійських ігор.

## Життєпис
Боротьбою почав займатися з 1987 року. До 1998 року виступав за Росію. У 1994 році став бронзовим призером чемпіонату світу серед юніорів. У 1997 році здобув срібну медаль чемпіонату світу серед військовослужбовців. З 1999 року представляв на змаганнях Вірменію. У складі збірної цієї країни став срібним призером чемпіонату Європи 2003 року. Наступного року зумів пробитися на літні Олімпійські ігри в Афінах, однак у першому ж поєдинку проти українця Тараса Данько був дискваліфікований за неспортивну поведінку.
Виступав спортклуб «Ажастан» м. Ванадзор — Вірменія. Тренери: Грант Єнокян, Араїк Багдадян.

## Спортивні результати на міжнародних змаганнях

### Виступи на Олімпіадах
| Змагання                    | Збірна   | Вагова категорія          | Місце           |
| --------------------------- | -------- | ------------------------- | --------------- |
| Літні Олімпійські ігри 2004 | Вірменія | вільна боротьба, до 84 кг | дискваліфікація |

### Виступи на Чемпіонатах світу
| Змагання                        | Збірна   | Вагова категорія          | Місце |
| ------------------------------- | -------- | ------------------------- | ----- |
| Чемпіонат світу з боротьби 1999 | Вірменія | вільна боротьба, до 85 кг | 12    |
| Чемпіонат світу з боротьби 2001 | Вірменія | вільна боротьба, до 85 кг | 24    |
| Чемпіонат світу з боротьби 2003 | Вірменія | вільна боротьба, до 84 кг | 8     |

### Виступи на Чемпіонатах Європи
| Змагання                         | Збірна   | Вагова категорія          | Місце  |
| -------------------------------- | -------- | ------------------------- | ------ |
| Чемпіонат Європи з боротьби 2000 | Вірменія | вільна боротьба, до 85 кг | 6      |
| Чемпіонат Європи з боротьби 2001 | Вірменія | вільна боротьба, до 85 кг | 6      |
| Чемпіонат Європи з боротьби 2003 | Вірменія | вільна боротьба, до 84 кг | Срібло |
| Чемпіонат Європи з боротьби 2004 | Вірменія | вільна боротьба, до 84 кг | 13     |

### Виступи на Кубках світу
| Змагання                    | Збірна | Вагова категорія          | Місце |
| --------------------------- | ------ | ------------------------- | ----- |
| Кубок світу з боротьби 1997 | Росія  | вільна боротьба, до 85 кг | 4     |

### Виступи на інших змаганнях
| Змагання                                                      | Збірна   | Вагова категорія          | Місце  |
| ------------------------------------------------------------- | -------- | ------------------------- | ------ |
| Чемпіонат світу з боротьби серед військовослужбовців 1997     | Росія    | вільна боротьба, до 85 кг | Срібло |
| Олімпійський кваліфікаційний турнір з боротьби 2000 (Мінськ)  | Вірменія | вільна боротьба, до 85 кг | 4      |
| Олімпійський кваліфікаційний турнір з боротьби 2000 (Лейпциг) | Вірменія | вільна боротьба, до 85 кг | 18     |

### Виступи на змаганнях молодших вікових груп
| Змагання                                      | Збірна | Вагова категорія          | Місце  |
| --------------------------------------------- | ------ | ------------------------- | ------ |
| Чемпіонат світу з боротьби серед юніорів 1994 | Росія  | вільна боротьба, до 88 кг | Бронза |